# Annamanum alboplagiatum
Annamanum alboplagiatum là một loài bọ cánh cứng trong họ Cerambycidae.